# Mekonglema kaorao
Espèce
Mekonglema kaorao est une espèce d'araignées aranéomorphes de la famille des Telemidae.

## Distribution
Cette espèce est endémique de la province de Luang Namtha au Laos,. Elle se rencontre à Vieng Phoukha dans la grotte Tham Kao Rao.

## Description
Le mâle holotype mesure 1,13 mm et la femelle paratype 1,18 mm.

## Étymologie
Son nom d'espèce lui a été donné en référence au lieu de sa découverte, la grotte Tham Kao Rao.

## Publication originale
- Zhao, Li & Zhang, 2020 : Taxonomic revision of Telemidae (Arachnida, Araneae) from East and Southeast Asia. ZooKeys, no 933, p. 15-93 (texte intégral).